# Conseil de presse du Québec
Pour les articles homonymes, voir CPQ.
Le Conseil de presse du Québec (CPQ), fondé en 1973, est un organisme privé, à but non lucratif, qui œuvre à la protection de la liberté de la presse et à la défense du droit du public à une information de qualité.
Le CPQ cherche à défendre la liberté de presse et le droit à l'information au Québec.
Le Conseil de presse agit comme tribunal d'honneur des médias québécois et entend les plaintes de citoyens à leur encontre. Ses décisions sont publiques mais ne sont pas restrictives.
Il est financé à 43 % par les médias qui en sont membres.

## Histoire
Le Conseil est établi à Montréal depuis 1997.
En mai 2009, son président et son vice-président ont remis leur démission à la suite de conflits avec les groupes représentés.
Le fonds d'archives du Conseil de presse du Québec est conservé au centre d'archives de Montréal de Bibliothèque et Archives nationales du Québec.

## Structure du CPQ
Le Conseil de presse est constitué :
- d’un conseil d’administration de 22 personnes :
- 8, dont le président, représentent le public, 7 les entreprises de presse et 7 autres les journalistes;
- d’un bureau de direction formé de 5 administrateurs et de la secrétaire générale.

Le conseil peut juger les plaintes de journalistes qui se sentent lésés dans leur liberté d'expression et rendre une décision morale.